# Il nostro pane quotidiano
Il nostro pane quotidiano (Our Daily Bread o City Girl) è un film del 1930 diretto da Friedrich Wilhelm Murnau.
Delle due versioni di questo film, una muta ed una con elementi sonori, oggi sopravvive soltanto quella muta.

## Trama
Lem Tustine, figlio di un grosso agricoltore del Minnesota, torna da Chicago, dove era andato per vendere una partita di grano, insieme a una nuova moglie. Kate, una ex-cameriera, non incontra l'approvazione di Tustine padre che la crede una cacciatrice di dote. Gli sforzi della ragazza per ingraziarsi il suocero non hanno successo. Quando una notte, durante una grandinata, il caposquadra rimane ferito a una mano nel corso delle operazioni sul terreno, l'uomo - soccorso da Kate - le fa delle avances che lei rifiuta. Poi la ricatta, dicendole che se non andrà via con lui, il suo rifiuto si ripercuoterà sui lavoratori della fattoria. Kate, che si rende conto che il suo matrimonio non è stato un successo, pensa di cedere. Il vecchio Tustine, testimone non visto dell'incontro tra i due, avverte Lem. Che sfida il caposquadra: durante la loro lotta, resta quasi ucciso da un colpo che parte dal fucile di suo padre. Questi, accortosi che ha quasi ammazzato il figlio, si pente del comportamento che ha avuto fino a quel momento. Lem riporta la moglie a casa, da un padre molto più tollerante e comprensivo.

## Produzione
Il film fu prodotto con il titolo di lavorazione Our Daily Bread dalla Fox Film Corporation. Le scene della fattoria, girate ad Athena, nell'Oregon nell'agosto 1928, furono in parte dirette da William Tummel dopo il ricovero di Murnau in ospedale per un'appendicite. Murnau, nel febbraio seguente, in seguito a divergenze con la produzione che erano cominciate già con il film precedente, I quattro diavoli, lasciò la Fox prima della fine delle riprese, violando le regole contrattuali. La parte mancante venne girata da A.F. ‘Buddy’ Erickson, aggiungendo alcune riprese sonore con i dialoghi di Elliott Lester e la colonna sonora di Arthur Kay. Il film fu quindi rimontato dalla casa di produzione e distribuito con un nuovo titolo, City Girl.

## Distribuzione
Distribuito dalla Fox Film Corporation, il film venne in seguito rimontato in una versione semi-sonora disconosciuta da Murnau.
Si pensò a lungo che il film fosse perduto. Nel 1970, nei magazzini della Fox venne ritrovata una stampa della versione muta del 1930.
È stato distribuito in DVD in Italia da Ermitage Cinema col titolo "Ragazza di città".